# UFC 3
UFC 3: The American Dream fue un evento de artes marciales mixtas (MMA) producido por la Ultimate Fighting Championship (UFC). Tuvo lugar el 9 de septiembre de 1994 desde el Grady Cole Center en Charlotte, Carolina del Norte.

## Historia
UFC 3 utilizó un formato de torneo de ocho hombres, recibiendo el ganador 60 000 dólares. El torneo no contaba con clases de peso o límites de tiempo.

## Resultados
1. ↑  Jennum reemplazo a Ken Shamrock que se retiró debido a una lesión.
2. ↑  Keith Hackney se vio obligado a retirarse debido a una lesión. Fue sustituido por Félix Lee Mitchell.
3. ↑  Howard pasó a la final debido a que Gracie no podía continuar en el torneo debido al agotamiento de la pelea anterior.
4. ↑  Debido a la fatiga sufrida durante la pelea, Gracie no pudo continuar en el torneo.

## Desarrollo
|  | Cuartos de final     | Cuartos de final     | Cuartos de final |               |                     | Semifinales         | Semifinales | Semifinales |  |               | Final         | Final | Final |  |
|  |                      |                      |                  |               |                     |                     |             |             |  |               |               |       |       |  |
|  |                      |                      |                  |               |                     |                     |             |             |  |               |               |       |       |  |
|  | Keith Hackney        | Keith Hackney        | TKO              |               |                     |                     |             |             |  |               |               |       |       |  |
|  | Keith Hackney        | Keith Hackney        | TKO              |               |                     |                     |             |             |  |               |               |       |       |  |
|  | Emmanuel Yarborough  | Emmanuel Yarborough  | 1:59             |               |                     |                     |             |             |  |               |               |       |       |  |
|  | Emmanuel Yarborough  | Emmanuel Yarborough  | 1:59             |               | Félix Lee Mitchell1 | Félix Lee Mitchell1 | 4:34        |             |  |               |               |       |       |  |
|  |                      |                      |                  |               | Félix Lee Mitchell1 | Félix Lee Mitchell1 | 4:34        |             |  |               |               |       |       |  |
|  |                      |                      | Ken Shamrock     | Ken Shamrock  | SUM                 |                     |             |             |  |               |               |       |       |  |
|  | Ken Shamrock         | Ken Shamrock         | Ken Shamrock     | Ken Shamrock  | SUM                 | SUM                 |             |             |  |               |               |       |       |  |
|  | Ken Shamrock         | Ken Shamrock         |                  |               |                     |                     |             |             |  |               |               |       |       |  |
|  | Christopher Leninger | Christopher Leninger | 4:49             |               |                     |                     |             |             |  |               |               |       |       |  |
|  | Christopher Leninger | Christopher Leninger | 4:49             |               |                     |                     |             |             |  | Steve Jennum3 | Steve Jennum3 | SUM   |       |  |
|  |                      |                      |                  |               |                     |                     |             |             |  | Steve Jennum3 | Steve Jennum3 | SUM   |       |  |
|  |                      |                      | Harold Howard    | Harold Howard | 1:17                |                     |             |             |  |               |               |       |       |  |
|  | Harold Howard        | Harold Howard        | Harold Howard    | Harold Howard | 1:17                | KO                  |             |             |  |               |               |       |       |  |
|  | Harold Howard        | Harold Howard        |                  |               |                     |                     |             |             |  |               |               |       |       |  |
|  | Roland Payne         | Roland Payne         | 0:46             |               |                     |                     |             |             |  |               |               |       |       |  |
|  | Roland Payne         | Roland Payne         | 0:46             |               | Harold Howard2      | Harold Howard2      | G           |             |  |               |               |       |       |  |
|  |                      |                      |                  |               | Harold Howard2      | Harold Howard2      | G           |             |  |               |               |       |       |  |
|  |                      |                      | Royce Gracie     |               |                     |                     |             |             |  |               |               |       |       |  |
|  | Royce Gracie         | Royce Gracie         | SUM              |               |                     |                     |             |             |  |               |               |       |       |  |
|  | Royce Gracie         | Royce Gracie         | SUM              |               |                     |                     |             |             |  |               |               |       |       |  |
|  | Kimo Leopoldo        | Kimo Leopoldo        | 4:40             |               |                     |                     |             |             |  |               |               |       |       |  |
|  | Kimo Leopoldo        | Kimo Leopoldo        | 4:40             |               |                     |                     |             |             |  |               |               |       |       |  |
|  |                      |                      |                  |               |                     |                     |             |             |  |               |               |       |       |  |

1Keith Hackney se vio obligado a retirarse debido a una lesión. Fue sustituido por Félix Lee Mitchell.

2Howard pasó a la final debido a que Gracie no podía continuar en el torneo debido al agotamiento de la pelea anterior.

3Jennum reemplazó a Ken Shamrock que se retiró debido a una lesión.